# Postenbeschreibung
Als Postenbeschreibung wird im Orientierungslauf (OL) ein Zettel mit in Form von Symbolen dargestellten Zusatzinformationen zu den zu absolvierenden Kontrollposten bezeichnet. Neben der Karte und dem Kompass ist sie das dritte Hilfsmittel des Läufers.

## Funktion
Die Postenbeschreibung enthält nähere Informationen zu den anzulaufenden Objekten und dem genauen Standort des Kontrollpostens an diesem Objekt. Sie soll dem Läufer bei der Orientierung im unmittelbaren Postenraum helfen. Dies ist insbesondere dann von Bedeutung, wenn der genaue Standort allein aufgrund der Karte nicht interpretierbar ist. So kann etwa Unklarheit dadurch entstehen, dass sich mehrere Objekte innerhalb des Postenkreises auf der Karte befinden. Auch die genaue Position des Postens am Objekt kann wichtig sein, so beispielsweise bei einer Felswand: Um den Zufallsfaktor gering zu halten und faire Wettkämpfe sicherzustellen, soll der Läufer planen können, ob er den Fuß oder das obere Ende des Felsens anlaufen soll. Des Weiteren wird das gesuchte Objekt in der Postenbeschreibung näher spezifiziert als dies auf der Karte möglich ist (beispielsweise genauere Größenangabe) und so die Planung erleichtert.
Eine weitere wichtige Funktion der Postenbeschreibung ist das Anführen einer Codenummer, mit deren Hilfe der Läufer den Posten als den richtigen, von ihm gesuchten identifizieren kann. Dies ist insbesondere dann von Bedeutung, wenn bei größeren Wettkämpfen mehrere Posten verschiedener Bahnen auf engem Raum stehen, da Fehlstempelungen mit Disqualifikation geahndet werden.
Im Gegensatz zur Karte, die der Sportler erst am Start erhält, ist die Postenbeschreibung schon vorher verfügbar und somit die erste Informationsquelle über die zu laufende Bahn. Sie enthält neben der eigentlichen Postenbeschreibung auch Informationen über Bahnlänge, Höhenmeter, Postenanzahl, die Länge eventueller Pflichtstrecken sowie etwaige Verpflegungs-, Zuschauer- oder Sanitätsposten und kann somit zu ersten wettkampftaktischen Planungen beitragen. Bei manchen hochrangigen Wettkämpfen wie Weltmeisterschaften und Weltcups wird die Postenbeschreibung erst kurz vor dem Start ausgegeben, bei anderen Läufen schon früher. Zusätzlich ist die Postenbeschreibung meist auf der Laufkarte aufgedruckt.
Da die Postenbeschreibung meist nicht auf wasserfestem Papier gedruckt ist, führen Läufer sie meist in Schutzhüllen mit oder überziehen sie mit Selbstklebefolie. Darüber hinaus sind spezielle Halterungen erhältlich, mit denen die Postenbeschreibung, durch Folie geschützt, am Arm befestigt wird.

## Struktur und Symbole

Postenbeschreibung

Bei Wettkämpfen werden Postenbeschreibungen üblicherweise in Form international verständlicher Symbole ausgegeben. Diese werden seit 1978 durch den Internationalen Orientierungslaufverband standardisiert. Nur bei Bahnen für Anfänger werden zuweilen auch Postenbeschreibungen in Textform verfasst.
Zuoberst in einer Standard-Postenbeschreibung ist eine Kopfzeile zu finden, die die Laufkategorie, die Bahnlänge und die zu überwindenden Höhenmeter auf einer angenommenen Idealroute enthält. Darunter folgen, beginnend mit der Beschreibung des Startpunkts, die Beschreibungen der einzelnen Posten in acht Spalten, wobei nicht alle benutzt werden müssen:
| Spalte | Bedeutung                                                                                       |
| ------ | ----------------------------------------------------------------------------------------------- |
| A      | Nummer des Postens in der anzulaufenden Reihenfolge der Bahn                                    |
| B      | Identifikationscode des Postens                                                                 |
| C      | Spezifikation des anzulaufenden Objekts bei mehreren möglichen (z. B. „südliches“, „oberes“, …) |
| D      | Art des Kontrollobjekts (z. B. „Stein“, „Gebäude“, „Bach“, …)                                   |
| E      | Zusätzliche Angaben zum Objekt (z. B. „flach“, „tief“, …)                                       |
| F      | Größe des Objekts in Metern, gegebenenfalls zusätzliches Symbol bei Kombinationen               |
| G      | Position des Postens am Objekt (z. B. „Nordseite“, „oben“, …)                                   |
| H      | Weitere Angaben (z. B. „Getränkeposten“)                                                        |

In nebenstehendem Beispiel wäre also der erste Posten zu lesen als: Der erste Posten trägt die Kontrollnummer 40, er befindet sich in der südöstlichen Mulde im oberen Abschnitt.
Etwaige Pflichtstrecken sind ebenfalls mit ihrer Länge in der Postenbeschreibung eingetragen. Zumeist betrifft dies den Weg vom letzten Posten zum Ziel, in nebenstehendem Beispiel 180 Meter.